# Ед Станьовський
Ед Станьовський (англ. Ed Staniowski, нар. 7 липня 1955, Мус-Джо) — канадський хокеїст, що грав на позиції воротаря.

## Ігрова кар'єра
Професійну хокейну кар'єру розпочав 1975 року. Гравець року Канадської хокейної ліги 1975.
1975 року був обраний на драфті НХЛ під 27-м загальним номером командою «Сент-Луїс Блюз». 
Протягом професійної клубної ігрової кар'єри, що тривала 11 років, захищав кольори команд «Сент-Луїс Блюз», «Вінніпег Джетс» та «Гартфорд Вейлерс».
Виступав за молодіжну збірну Канади.

## Військова кар'єра
Після завершення кар'єри гравця служив у Збройних силах Канади. Підполковник, старший радник Збройних сил Канади в Сьєрра-Леоне. 

## Статистика НХЛ
| 1975–76 | «Сент-Луїс Блюз»   | НХЛ | 11 | 5  | 3  | 2 | 620  | 33  | 0 | 3.19  |
| 1976–77 | «Сент-Луїс Блюз»   | НХЛ | 29 | 10 | 16 | 1 | 1589 | 108 | 0 | 4.08  |
| 1977–78 | «Сент-Луїс Блюз»   | НХЛ | 17 | 1  | 10 | 2 | 886  | 57  | 0 | 3.86  |
| 1978–79 | «Сент-Луїс Блюз»   | НХЛ | 39 | 9  | 25 | 3 | 2291 | 146 | 0 | 3.82  |
| 1979–80 | «Сент-Луїс Блюз»   | НХЛ | 22 | 2  | 11 | 3 | 1108 | 80  | 0 | 4.33  |
| 1980–81 | «Сент-Луїс Блюз»   | НХЛ | 19 | 10 | 3  | 3 | 1010 | 72  | 0 | 4.28  |
| 1981–82 | «Вінніпег Джетс»   | НХЛ | 45 | 20 | 19 | 6 | 2643 | 174 | 1 | 3.95  |
| 1982–83 | «Вінніпег Джетс»   | НХЛ | 17 | 4  | 8  | 0 | 827  | 65  | 1 | 4.72  |
| 1983–84 | «Вінніпег Джетс»   | НХЛ | 1  |    |    |   | 40   | 8   | 0 | 12.00 |
| 1983–84 | «Гартфорд Вейлерс» | НХЛ | 18 | 6  | 9  | 1 | 1041 | 74  | 0 | 4.27  |
| 1984–85 | «Гартфорд Вейлерс» | НХЛ | 1  |    |    |   | 20   | 1   | 0 | 3.00  |